# Lijst van gemeenten in San Marino

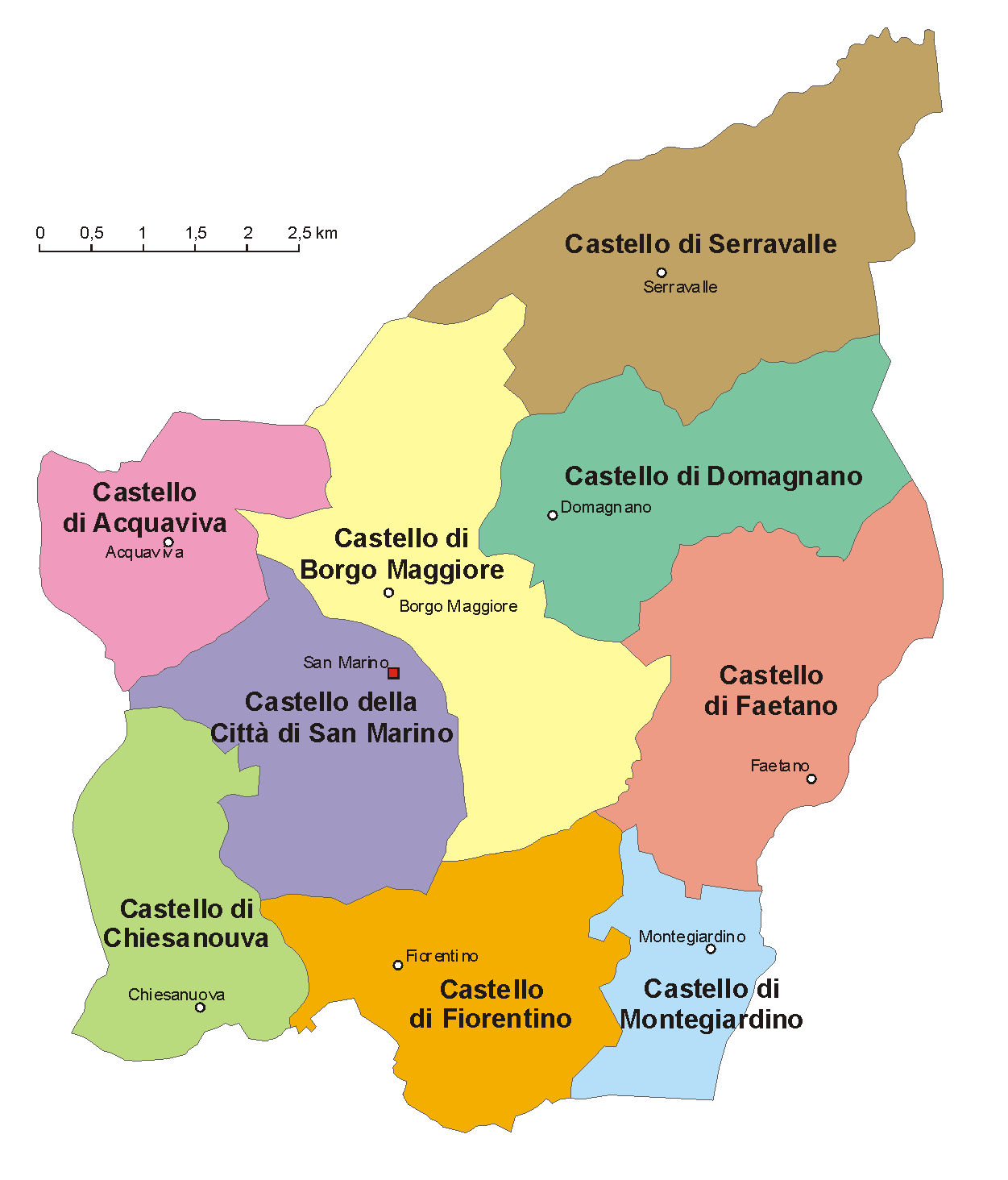
Gemeentelijke indeling van San Marino

San Marino is bestuurlijk onderverdeeld in de volgende 9 gemeenten (Italiaans: castelli, enkelvoud castello) (inwoners per maart 2013):
 Acquaviva (2.104 inwoners)
 Borgo Maggiore (6.640 inwoners)
 Chiesanuova (1.090 inwoners)
 Città di San Marino (4.211 inwoners)
 Domagnano (3.265 inwoners)
 Faetano (1.179 inwoners)
 Fiorentino (2.537 inwoners)
 Montegiardino (911 inwoners)
 Serravalle (10.601 inwoners)